# Glena infixaria
Glena infixaria är en fjärilsart som beskrevs av Walker 1862. Glena infixaria ingår i släktet Glena och familjen mätare. Inga underarter finns listade i Catalogue of Life.